# Jonesboro, Maine
Jonesboro är en kommun (town) i Washington County i delstaten Maine i USA. Den hade 579 invånare, på en yta av 99,35 km² (2020).